# Großsteingrab Schulenberg
Das Großsteingrab Schulenberg ist eine megalithische Grabanlage der jungsteinzeitlichen Trichterbecherkultur bei Schulenberg, einem Ortsteil von Marlow im Landkreis Vorpommern-Rügen (Mecklenburg-Vorpommern).

## Lage
Das Grab liegt etwa 1 km ostnordöstlich von Schulenburg in einer Bauminsel auf einem Feld.

## Beschreibung
Auf einem Hügel liegen mehrere große Steine, die keinen genauen Rückschluss auf das ursprüngliche Aussehen des Grabes zulassen. Bei den meisten dürfte es sich lediglich um Lesesteine handeln. Ein tief in der Erde steckender Stein könnte ein Wandstein sein. Bei einem sehr großen Stein könnte es sich um einen Deckstein handeln.